# Sanseitō
Die Sanseitō (japanisch 参政党, etwa „Partizipationspartei“, „Teilhabepartei“; englisch unter anderem „Party of Do it Yourself“ oder unübersetzt „Sanseito“) ist eine 2020 gegründete rechtspopulistische politische Partei in Japan.
Seit der Senatswahl 2022, als sie überproportional jüngere Wähler anzog, ist sie im Nationalparlament vertreten und hat den nationalparlamentarisch definierten gesetzlichen Parteienstatus, seit einem Beitritt 2024 sitzt sie auch im Repräsentantenhaus und baute ihre dortige Vertretung bei der Repräsentantenhauswahl 2024 auf drei Sitze aus. Die Partei positioniert sich traditionalistisch-konservativ, nationalistisch, gegen Einwanderung und Globalisierung und für mehr Umweltschutz und betont die Mitwirkungsmöglichkeiten ihrer Mitglieder. Während der COVID-19-Pandemie, in die die Gründungsphase und der mediale Aufstieg der Partei fiel, stellte sie sich gegen die von der Nationalregierung sowie Präfektur- und Gemeindeverwaltungen verhängten Gegenmaßnahmen und griff dabei auch Verschwörungstheorien von vorher häufiger politisch links an den etablierten Oppositionsparteien orientierten radikalen Impfgegnern auf.
Parteivorsitzender der Sanseitō ist seit August 2023 Senator Sōhei Kamiya, damals der erste und einzige Nationalabgeordnete der Partei, in Personalunion weiterhin auch Generalsekretär. Nach der Parteigründung war der Parteivorsitz zunächst vakant geblieben, womit Kamiya als Generalsekretär die Partei oft nach außen repräsentierte; ab 2021 gab es drei gemeinsame Kovorsitzende, 2022 übernahm der ehemalige Nationalabgeordnete Manabu Matsuda (früher Taiyō, Ishin, Jisedai, LDP) den alleinigen Vorsitz.

## Wahlergebnisse

### Nationalparlament
| Jahr         | Repräsentantenhauswahlergebnisse | Repräsentantenhauswahlergebnisse | Repräsentantenhauswahlergebnisse | Repräsentantenhauswahlergebnisse | Repräsentantenhauswahlergebnisse | Repräsentantenhauswahlergebnisse | Senatswahlergebnisse | Senatswahlergebnisse | Senatswahlergebnisse | Senatswahlergebnisse | Senatswahlergebnisse | Senatswahlergebnisse | Senatszusammensetzung |
| Jahr         | Kandidaten                       | Mehrheitswahl                    | Mehrheitswahl                    | Verhältniswahl                   | Verhältniswahl                   | Mandate gesamt                   | Kandidaten           | Mehrheitswahl        | Mehrheitswahl        | Verhältniswahl       | Verhältniswahl       | Mandate gesamt       | Senatszusammensetzung |
| Jahr         | Kandidaten                       | Stimmenanteil                    | Mandate                          | Stimmenanteil                    | Mandate                          | Mandate gesamt                   | Kandidaten           | Stimmenanteil        | Mandate              | Stimmenanteil        | Mandate              | Mandate gesamt       | Senatszusammensetzung |
| ------------ | -------------------------------- | -------------------------------- | -------------------------------- | -------------------------------- | -------------------------------- | -------------------------------- | -------------------- | -------------------- | -------------------- | -------------------- | -------------------- | -------------------- | --------------------- |
| Bei Gründung | Bei Gründung                     | Bei Gründung                     | Bei Gründung                     | Bei Gründung                     | Bei Gründung                     | 0/465                            |                      |                      |                      |                      |                      |                      | 0/245                 |
| 2022         |                                  |                                  |                                  |                                  |                                  |                                  | 50                   | 3,8 %                | 0/75                 | 3,3 %                | 1/50                 | 1/124                | 1/248                 |
| 2024         | 95                               | 2,5 %                            | 0/289                            | 3,4 %                            | 3/176                            | 3/465                            |                      |                      |                      |                      |                      |                      |                       |

### Präfekturen und Gemeinden
Zum Jahresbeginn 2024, also unter Berücksichtigung der zahlreichen Präfektur- und Kommunalwahlen bei den letzten einheitlichen Wahlen 2023, verfügte die Sanseitō über 5 von 2644 Abgeordneten in den 47 Präfekturparlamenten und 128 von 29.135 Abgeordneten in den 1.741 Gemeindeparlamenten.

## Derzeitige Abgeordnete im Nationalparlament
Stand: Februar 2025
- im Repräsentantenhaus als eigenständige gleichnamige Fraktion
  - Atsushi Suzuki (Verhältniswahl Süd-Kantō, 2. Amtszeit; vorher LP→„alte“ & „neue“ DVP→Kyōiku mushōka o jitsugen suru kai)
  - Yūko Kitano (Verhältniswahl Kinki, 1. Amtszeit)
  - Rina Yoshikawa (Verhältniswahl Kyūshū, 1. Amtszeit)
- im Senat fraktionslos
  - Klasse von 2022 (Mandat bis 2028)
    - Sōhei Kamiya (Verhältniswahl, 1. Amtszeit; vorher Suita-Shinsenkai (吹田新選会, Lokalpartei in der Stadtpolitik von Suita)→LDP→parteilos)